# Иммунное множество
Иммунное множество — бесконечное множество конструктивных объектов (например, натуральных чисел), любое перечислимое подмножество которого конечно. В конструктивной математике иммунные множества иногда используются для построения примеров объектов с «патологическими» (с точки зрения традиционной теоретико-множественной математики) свойствами.
Простейшее иммунное множество натуральных чисел может быть построено следующим образом: фиксируется некоторая нумерация всех частично рекурсивных функций одной переменной, и строится соответствующей этой нумерации двухместный предикат {\displaystyle T(x,\;y)}, выражающий условие «частично рекурсивная функция с номером {\displaystyle x} применима к натуральному числу {\displaystyle y}». В таком случае дополнение {\displaystyle I\rightleftharpoons \mathbb {N} \setminus C} множества:
{\displaystyle C\rightleftharpoons \{x\in \mathbb {N} \mid (\exists y)\;(2y<x)\land (T(y,\;x)\land ((\forall z)\;T(y,\;z)\supset ((z\leqslant 2y)\lor (z\geqslant x))))\}}
является иммунным множеством. Действительно, для любого натурального числа {\displaystyle n} множество {\displaystyle C} содержит не более {\displaystyle n} чисел, меньших числа {\displaystyle 2n}, а потому множество {\displaystyle I} бесконечно. С другой стороны, любое перечислимое подмножество {\displaystyle M} множества {\displaystyle I} является областью определения некоторой частично рекурсивной функции одной переменной. Этой функции соответствует некоторый номер {\displaystyle n} при фиксированной нами нумерации — что, ввиду характера построения множества {\displaystyle C}, означает невозможность для множества {\displaystyle M} содержать числа, превосходящие {\displaystyle 2n}. Тем самым, множество {\displaystyle M} конечно.